# Kazimierz Zelek
Kazimierz Zelek (ur. 27 marca 1937 w Zakopanem, zm. 13 stycznia 2019 tamże) – polski biegacz narciarski, olimpijczyk z Squaw Valley 1960.
Wielokrotny medalista mistrzostw Polski:
- złoty
  - w biegu na 15 km w roku 1962
  - w sztafecie 4 × 10 km w roku 1962
- srebrny
  - w sztafecie 4 × 10 km w roku 1959.

Uczestnik mistrzostw świata w 1962 roku, na których wystartował w biegu na 15 km zajmując 73. miejsce oraz w sztafecie 4 × 10 km zajmując 7. miejsce.
Akademicki wicemistrz świata z roku 1956 w sztafecie 4 × 10 km.
Dwukrotny medalista zimowej Uniwersjady w sztafecie 4 × 10 km:
- brązowy w roku 1962
- srebrny w roku 1964

Na igrzyskach olimpijskich w 1960 roku zajął 28. miejsce w biegu na 15 km, 22. miejsce w biegu na 30 km oraz 6. miejsce w sztafecie 4 × 10 km.
Został pochowany na Nowym Cmentarzu przy ul. Nowotarskiej w Zakopanem (kw. H1).

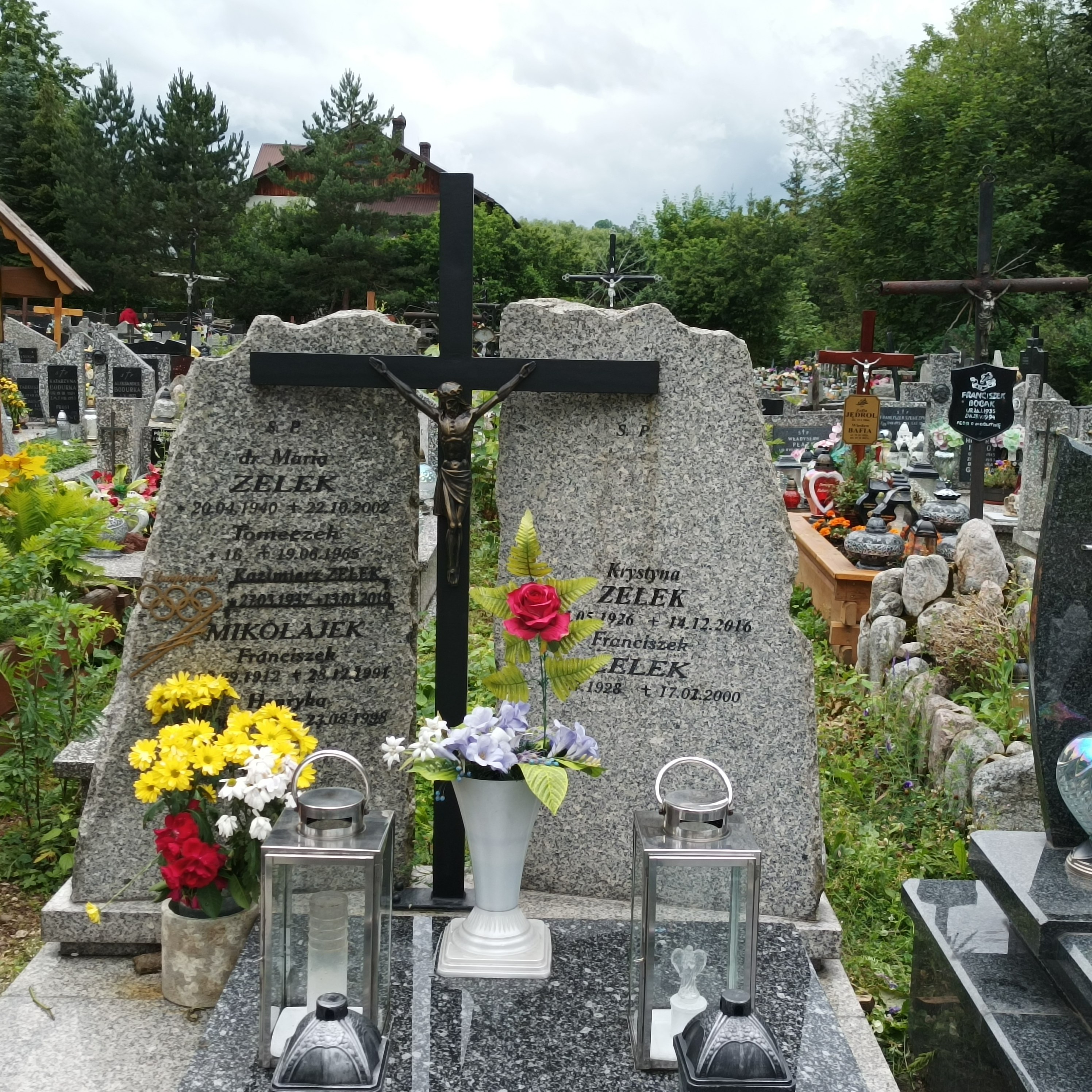
Grób Kazimierza Zelka na Nowym Cmentarzu w Zakopanem